# Morsott
Morsott là một đô thị thuộc tỉnh Tébessa, Algérie. Dân số thời điểm năm 2002 là 16.331 người.